# Harry Bosch
Harry Bosch (Detective Hieronymus „Harry“ Bosch) ist eine literarische Figur des amerikanischen Schriftstellers Michael Connelly. In dem Roman Schwarzes Echo (englisch: The Black Echo) hatte Bosch 1992 seinen ersten Auftritt. Seither ist er die Hauptfigur einer Reihe von Kriminalromanen sowie einiger Kurzgeschichten Connellys. Daneben tritt Bosch als Nebenfigur in anderen Romanen Connellys auf, so in denen um den Anwalt Michael „Mickey“ Haller wie Der Mandant.
Bosch ist ein Kriegsveteran und Detective der Mordkommission des Los Angeles Police Departments in Hollywood. In späteren Romanen ist er pensioniert und arbeitet als Privatdetektiv. Er ist benannt nach dem Maler Hieronymus Bosch.
Die seit 2014 produzierte US-amerikanische Krimiserie Bosch von Amazon Studios und Fabrik Entertainment basiert genauso wie ihr seit 2022 von Amazon produziertes Spin-off Bosch: Legacy auf Connellys Harry-Bosch-Romanen.

## Fiktive Biographie
Die Mutter von Harry Bosch war eine Prostituierte, die im Oktober 1961, als Bosch elf Jahre alt war, ermordet wurde. Sein Vater, den er erst später kennenlernte, war der Strafverteidiger Mickey Haller. Sein Halbbruder ist Michael Haller, dem Connelly eine eigene Romanserie widmete, in der Bosch auch auftritt. Bosch verbrachte seine Jugend in verschiedenen Waisenhäusern, Jugendheimen und Pflegefamilien. Mit 17 Jahren trat er in die Armee der Vereinigten Staaten ein und diente u. a. als „Tunnelratte“ im Vietnamkrieg. Bosch war verheiratet mit Eleanor Wish und hat mit ihr eine gemeinsame Tochter namens Madelaine („Maddie“). Sie lebte die meiste Zeit mit ihrer Mutter in Hongkong, danach in Las Vegas. Nach der Ermordung seiner Ex-Frau lebte Maddie mit ihrem Vater in Los Angeles.

## Entwicklung der Figur
In den Charakter der Figur von Harry Bosch gingen ein: der Anwalt Atticus Finch aus Harper Lees Wer die Nachtigall stört; Connellys Faszination für einen Beschäftigten seines Vaters, der im Vietnamkrieg eine „Tunnelratte“ war, der Kriminalbeamte Phil Mundy, der den jugendlichen Connelly zu seinen Beobachtungen der Flucht eines potenziellen Mörders befragte, Hieronymus Bosch, auf dessen Gemälde einer sündigen und chaotischen Welt Connelly ein Dozent am College aufmerksam machte, Philip Marlowe, der moralische Einzelgänger von Raymond Chandler und Sergeant George Hunt vom Morddezernat in Los Angeles, bei dem Connelly als Reporter eine Woche volontiert hat.